# Огуречник (блюдо)
Огуре́чник (укр. огірочник, огірчанка) — овощной суп, основным ингредиентом которого являются солёные огурцы. Является одним из старинных украинских первых блюд, распространён также в России и Белоруссии. Обнаруживает сходство с польским огуречным супом и русскими рассольником и солянкой.
Огуречник бывает как постный, так и на бульоне, обычно говяжьем. Суп может быть горячим или холодным блюдом. Горячий огуречник привычен для зимней поры, а холодный — в жару.
Для приготовления огуречника свиные или говяжьи кости и сердце (язык) сварить отдельно до готовности. В кипящую процеженную уху положить нарезанный дольками картофель, и варить до полуготовности. Затем добавить очищенные от кожицы и припущенные огурцы, пассерованные (в масле или огурцовом отваре) и нарезанные дольками, и варить до полуготовности или тушить отдельно и затем добавить. Огурцы с тонкой шкуркой и мелкими зернами используют неочищенными.
Следом добавить нарезанные дольками пассерованные овощи (можно грибы), лук, нарезанное кусочками отварное сердце (язык, лёгкое), или их можно добавлять уже в готовое блюдо. Блюдо доварить. В разных рецептах лавровый лист, душистый перец, соль кладут вместе с овощами или с мукой чуть позже. За 10-15 минут до готовности добавить муку, поджаренную с жиром, огуречный прокипяченный рассол по вкусу. Можно добавить порезанные листья шпината или салата и варить 5 минут.
В России довольно распространён холодный огуречник. Приготовить заранее хлебный квас, охладить. Картофель отварить в мундире, очистить и хорошенько размять, развести массу квасом. Свежие огурцы нарезать, зелень измельчить. В тарелку выложить огурцы, зелень, залить смесью картофеля и кваса, посолить и поперчить по вкусу.